# Lijst van nummer 1-hits in Canada in 2008
Deze hits stonden in 2008 op nummer 1 in de Canadian Hot 100, de bekendste hitlijst in Canada.
| Datum        | Artiest                                | Titel           |
| ------------ | -------------------------------------- | --------------- |
| 5 januari    | Timbaland & OneRepublic                | Apologize       |
| 12 januari   | Timbaland & OneRepublic                | Apologize       |
| 19 januari   | Timbaland & OneRepublic                | Apologize       |
| 26 januari   | Timbaland & OneRepublic                | Apologize       |
| 2 februari   | Flo Rida & T-Pain                      | Low             |
| 9 februari   | Flo Rida & T-Pain                      | Low             |
| 16 februari  | Flo Rida & T-Pain                      | Low             |
| 23 februari  | Flo Rida & T-Pain                      | Low             |
| 1 maart      | Flo Rida & T-Pain                      | Low             |
| 8 maart      | Flo Rida & T-Pain                      | Low             |
| 15 maart     | Flo Rida & T-Pain                      | Low             |
| 22 maart     | Flo Rida & T-Pain                      | Low             |
| 29 maart     | Sara Bareilles                         | Love song       |
| 5 april      | Leona Lewis                            | Bleeding love   |
| 12 april     | Madonna, Justin Timberlake & Timbaland | 4 Minutes       |
| 19 april     | Madonna, Justin Timberlake & Timbaland | 4 Minutes       |
| 26 april     | Madonna, Justin Timberlake & Timbaland | 4 Minutes       |
| 3 mei        | Madonna, Justin Timberlake & Timbaland | 4 Minutes       |
| 10 mei       | Madonna, Justin Timberlake & Timbaland | 4 Minutes       |
| 17 mei       | Madonna, Justin Timberlake & Timbaland | 4 Minutes       |
| 24 mei       | Rihanna                                | Take a bow      |
| 31 mei       | Madonna, Justin Timberlake & Timbaland | 4 Minutes       |
| 7 juni       | Madonna, Justin Timberlake & Timbaland | 4 Minutes       |
| 14 juni      | Madonna, Justin Timberlake & Timbaland | 4 Minutes       |
| 21 juni      | Katy Perry                             | I kissed a girl |
| 28 juni      | Katy Perry                             | I kissed a girl |
| 5 juli       | Katy Perry                             | I kissed a girl |
| 12 juli      | Katy Perry                             | I kissed a girl |
| 19 juli      | Katy Perry                             | I kissed a girl |
| 26 juli      | Katy Perry                             | I kissed a girl |
| 2 augustus   | Katy Perry                             | I kissed a girl |
| 9 augustus   | Katy Perry                             | I kissed a girl |
| 16 augustus  | Katy Perry                             | I kissed a girl |
| 23 augustus  | Lady Gaga & Colby O'Donis              | Just dance      |
| 30 augustus  | Lady Gaga & Colby O'Donis              | Just dance      |
| 6 september  | Lady Gaga & Colby O'Donis              | Just dance      |
| 13 september | Lady Gaga & Colby O'Donis              | Just dance      |
| 20 september | Lady Gaga & Colby O'Donis              | Just dance      |
| 27 september | P!nk                                   | So what         |
| 4 oktober    | P!nk                                   | So what         |
| 11 oktober   | P!nk                                   | So what         |
| 18 oktober   | P!nk                                   | So what         |
| 25 oktober   | Britney Spears                         | Womanizer       |
| 1 november   | Britney Spears                         | Womanizer       |
| 8 november   | Britney Spears                         | Womanizer       |
| 15 november  | Britney Spears                         | Womanizer       |
| 22 november  | Britney Spears                         | Womanizer       |
| 29 november  | Katy Perry                             | Hot N Cold      |
| 6 december   | Katy Perry                             | Hot N Cold      |
| 13 december  | Lady Gaga                              | Poker Face      |
| 20 december  | Lady Gaga                              | Poker Face      |
| 27 december  | Lady Gaga                              | Poker Face      |